# Eilema iwatensis
Eilema iwatensis là một loài bướm đêm thuộc phân họ Arctiinae, họ Erebidae.